# Dame de carreau
La dame de carreau (ou reine de carreau) est une carte à jouer.

## Caractéristiques
La dame de carreau fait partie des jeux de cartes utilisant les enseignes françaises. En France, on la retrouve dans les jeux de 32 cartes, de 52 cartes et de tarot. Une dame et un carreau, il s'agit d'une figure.
Son rang habituel est situé entre le valet de carreau (le cavalier de carreau au tarot) et le roi de carreau.
Dans les enseignes latines, son équivalent est le cavalier de denier ; dans les enseignes allemandes et suisses, il s'agit de l'Ober de grelot (Schellenober).

## Représentations
Comme les autres figures, la dame de carreau représente un personnage, typiquement une femme en costume associé à l'Europe des XVIe et XVIIe siècles et portant une couronne. Les représentations régionales de la dame de carreau, si elles sont relativement similaires, diffèrent néanmoins significativement sur les détails.
Dans les cartes vendues en France, la dame de carreau est une femme aux cheveux blancs descendant sur la nuque. Son visage est légèrement tourné vers la droite de la carte. Ses habits sont rouges et bleus et elle est coiffée d'un voile bleu. Elle tient une rose dans sa main gauche. Les figures des cartes françaises sont à portrait double, symétriques par rapport à la diagonale, et la dame de carreau suit cette représentation.
Dans les cartes anglaises, souvent utilisées au poker, le visage de la dame de carreau est tourné vers la gauche. Ses habits sont rouges, jaunes et noirs. Elle tient une fleur dans sa main gauche.
Dans les cartes allemandes, le visage de la dame de carreau est tourné vers la droite de la carte ; elle tient sa fleur dans la main gauche.
Les cartes italiennes faisant usage des enseignes françaises représentent la dame de carreau de diverses façons. Dans les jeux génois et piémontais, elle ressemble fortement au portrait français. Le jeu lombard la représente de profil, tournée vers la gauche de la carte, la tête recouverte d'un voile vert ; elle ne tient rien dans ses mains. En Toscane, elle est représentée en pied, tournée vers la droite, avec une robe bleue, blanche et rouge ; sa main gauche tient une fleur, sa main droite un mouchoir.
Si la variante indique la valeur des cartes dans les coins, celle de la dame de carreau est reprise en rouge par l'initiale du mot dans la langue correspondante (« D » pour « dame » en français et « Dame en allemand, « Q » pour « queen » en anglais, « Д » pour « дама » en russe, etc.).
De façon unique, chacune des figures des cartes françaises portent un nom, inscrit dans un coin, dont l'origine et la signification sont incertaines,. La dame de carreau est appelée « Rachel », probable référence à l'héroïne biblique Rachel.

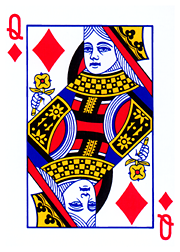
Dame de carreau, portrait anglais, jeu de poker.
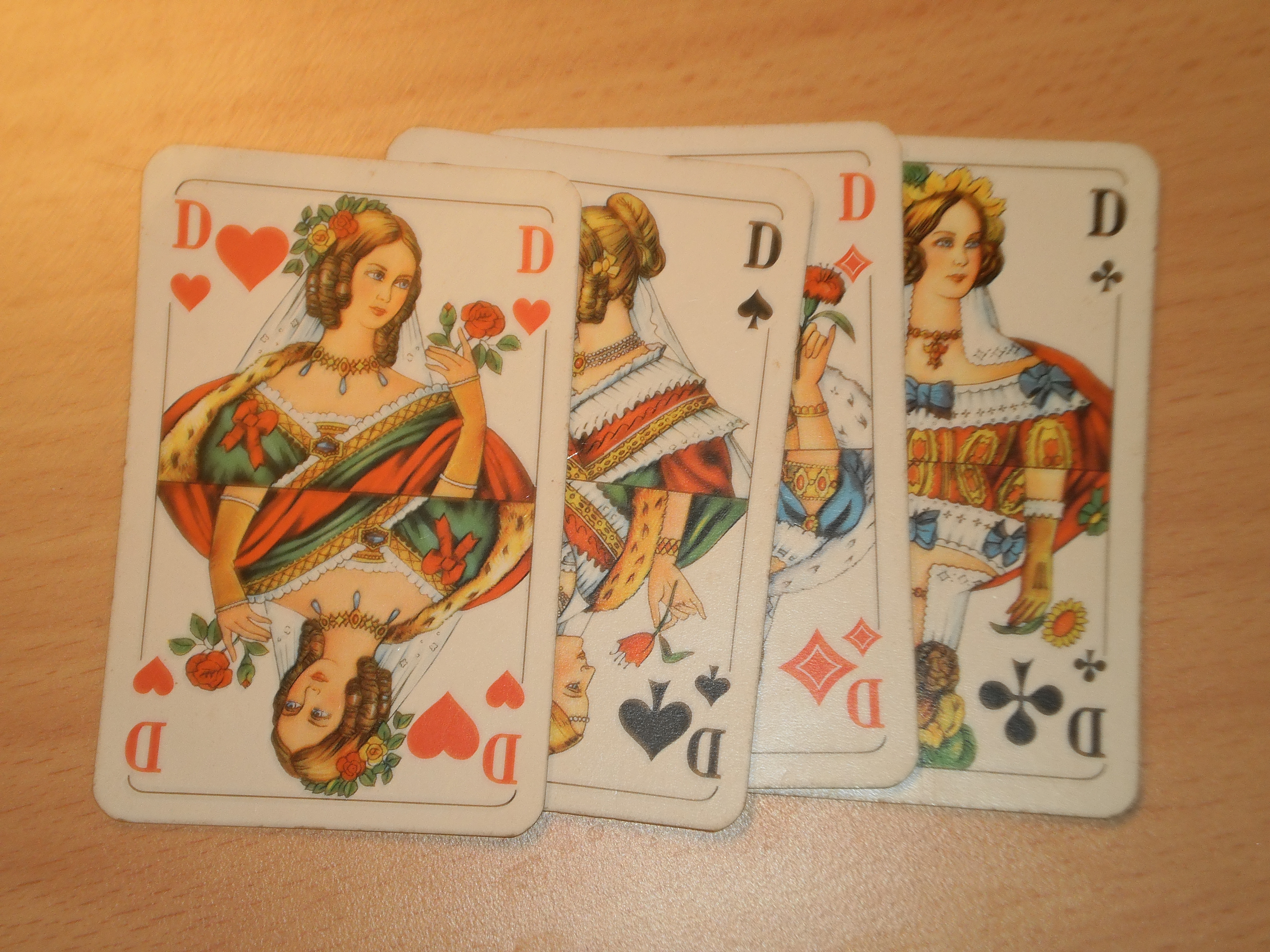
Quatre dames, portrait allemand, jeu de Skat.
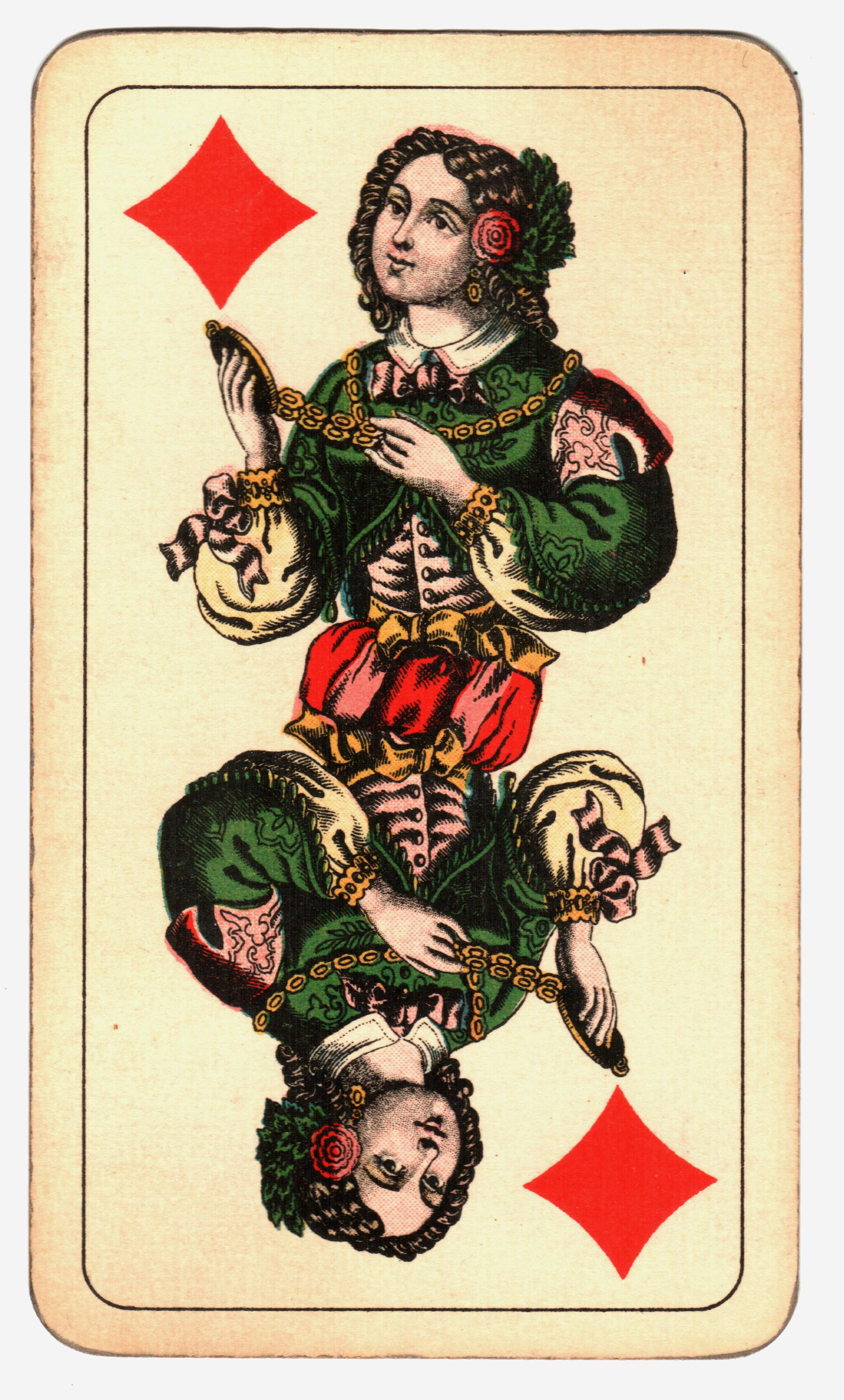
Dame de carreau, Hongrie.
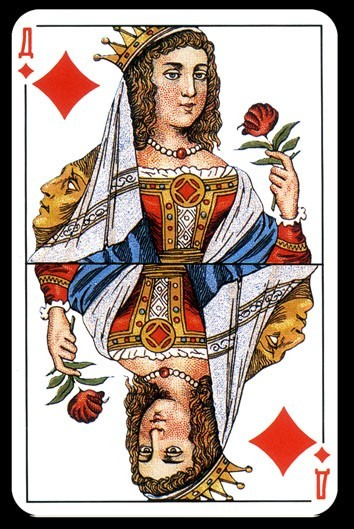
Dame de carreau, portrait russe.

## Historique
Les premières cartes à jouer éditées en Europe ne comportent aucune des enseignes rencontrées dans les jeux français contemporains. Les enseignes latines (bâtons, deniers, épées et coupes) sont probablement adaptées des jeux de cartes provenant du monde musulman,. Les enseignes françaises sont introduites par les cartiers français à la fin du XVe siècle, probablement par adaptation des enseignes germaniques (glands, grelots, feuilles et cœur). Les enseignes françaises procèdent d'une simplification des enseignes précédentes, permettant une reproduction plus aisée (et donc un moindre coût de fabrication). L'enseigne de carreau pourrait trouver son origine dans celle de denier, ronde, transformée en grelot dans les enseignes germaniques, également ronde, puis débarrassée de ses détails et redressée en carré.
Les figures des premiers jeux de cartes européens sont le roi, le cavalier et le valet ou fantassin (« fante » en italien). La plupart des jeux régionaux conservent cette distinction entre cavalier et valet (les jeux allemands, les désignent comme valet supérieur, Ober, et valet inférieur, Unter). Les jeux français remplacent le cavalier par la dame mais conservent le valet.
En France, sous la Terreur (1793-1794), les dames sont remplacées par des vertus ou des libertés nouvelles. La carte correspondant à la dame de carreau personnifie ainsi la liberté de profession.

## Informatique
La dame de carreau fait l'objet d'un codage dédiée dans le standard Unicode : U+1F0CD, « 🃍 » (cartes à jouer) ; ce caractère sert également pour la dame de denier.